# Squier
 (février 2022).
Si vous disposez d'ouvrages ou d'articles de référence ou si vous connaissez des sites web de qualité traitant du thème abordé ici, merci de compléter l'article en donnant les références utiles à sa vérifiabilité et en les liant à la section « Notes et références ».
 (avril 2007).

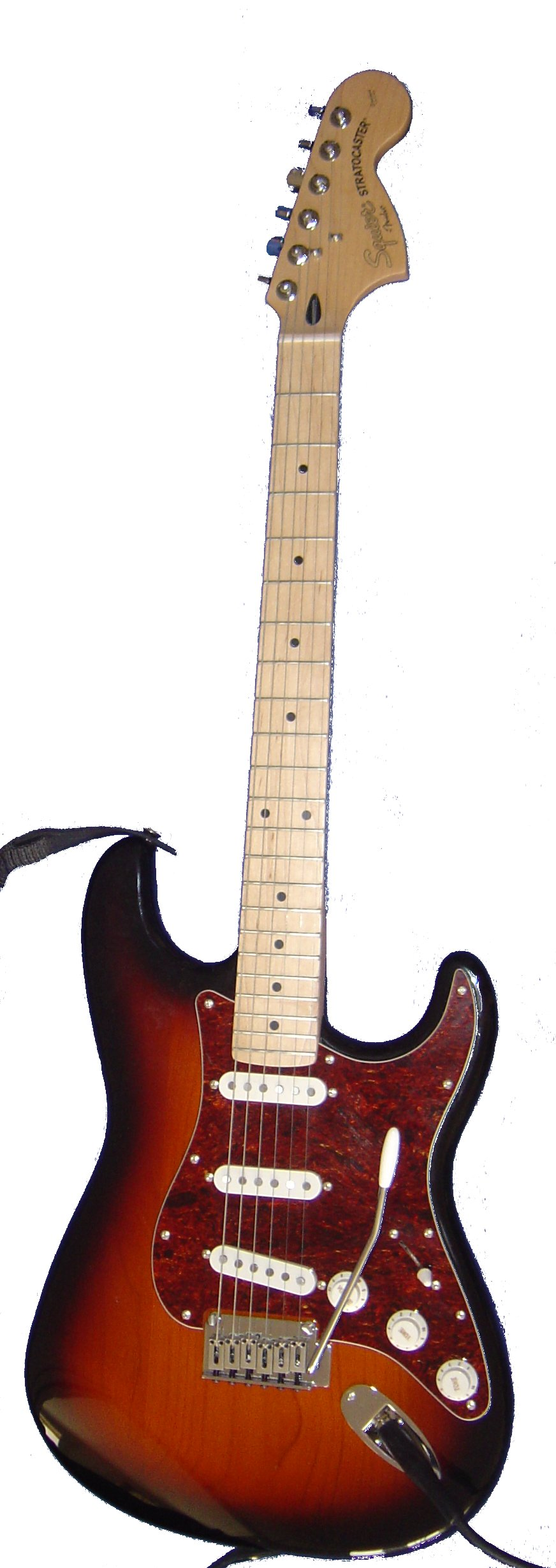
Guitare Squier (copie de Stratocaster).

Squier est une ancienne société américaine (1890) de fabrication de cordes de guitare achetée, dans les années 1960, par la société Fender. Au tout début de l'année 1980, Fender met en place plusieurs filiales étrangères, pour abaisser le prix de revient dans la fabrication de ses instruments : au Japon, en Thailande et en Inde et utilise le nom "Squier" pour nommer sa sous-marque asiatique.

## Historique
À partir de 1970, de nombreuses marques japonaises (Tokai, Ibanez, Fernandes, Greco), produisent de très bonnes copies de guitares Fender et les proposent à un prix nettement moins élevé, que les instruments fabriqués dans les ateliers Fender aux États-Unis. Cette concurrence touche la plupart des constructeurs USA déjà en place, et une grande partie des musiciens dirigent leurs achats vers ces fabrications de qualité moyennant un budget limité. Les grandes marques Fender, Gibson, Gretsch et Rickenbacker doivent réagir pour conserver leur marché.
CBS, propriétaire de Fender de 1965 à fin 1985, intente et gagne un procès contre un fabricant Asiatique qui produit des copies de ses instruments. Un accord de coopération est enfin trouvé avec le fabricant Fujigen gakki, alors principal fournisseur des marques concurrentes, pour qu'il produise des instruments Fender sous la marque Squier, en se réappropriant par la même occasion, toutes les copies produites en Asie pour le marché mondial.

### Les premiers instruments
Ils sont reconnaissable par un gros logo Fender et un petit Squier placé dessous sur la crosse du manche. Ces modèles sont des répliques d'anciens modèles de la marque et en reprennent les différentes caractéristiques. Ce sont les premiers modèles reissues (RI) (« rééditions ») de Fender. À l'origine limités au marché japonais, ces modèles vont rapidement connaître le succès et être distribués en Europe, pour leur rapport qualité/prix : il faut compter environ 1 700 francs, (260 €) pour une Squier, contre plus du double pour une Fender US, c'est d'autant plus intéressant que la production de Fender « US » est inégale à cette époque là. La première série, considérée comme la meilleure, est couramment appelée « JV », ce sont les lettres par lesquelles débute le numéro de série de chaque instrument. Leur production se poursuit jusqu'en 1984.
De 1983 à 1984, Squier produit une autre série (SQ) qui n'est plus tout à fait une réplique des anciens modèles : dont les micros ne sont pas américains contrairement aux modèles précédents, mais qui s'inspirent des modèles 69 et qui restent de très bonne qualité. À partir 1985, Squier continue sa production d'instruments fiables et de bonne qualité mais qui n'égalent pas, en général, les premières séries. Ces instruments ont des numéros de série multiples, restent de bonne qualité mais celle-ci varie en fonction des années. La production japonaise continuera d'être exportée jusqu'en 1995[réf. nécessaire].

### Les lieux de production
À partir de 1988, Squier fait produire des instruments en Corée mais la qualité n'est plus la même, avec des matériaux utilisés de moins bonne qualité. Le savoir-faire Coréen n'est pas ici en cause puisqu'entre 1996 et 1998, Squier Corée fabriquera de très bons instruments avec la série Pro-Tone qui, sans égaler les premières productions de Squier Japan, se situe largement au-dessus des dernières de celle-ci. 
Certains prétendent que la série Pro-Tone avait été arrêtée, car elle faisait de l'ombre aux Fender fabriquées entre-temps au Mexique (les Pro-Tone étaient moins chères, et d'une qualité en général supérieure aux guitares Fender Mexique). Certaines Squier sont également fabriquées au Mexique et il semble que les matériaux utilisés soient les mêmes que ceux des Fender Mexique (une histoire d'incendie des ateliers et les aléas de la délocalisation d'une partie de la production vers le Mexique seraient à l'origine de la situation). Les bois et les micros ont apparemment été récupérés à partir du stock mexicain, japonais, voire américain, tant la lutherie et les micros sont de qualité. 
Il existe également des instruments Squier fait aux États-Unis, au cours de la deuxième partie des années 1980 (numéro de série E), d'excellente qualité, qui rappellent fortement les Squier japonaises de la même période.
Par la suite, les guitares ont été fabriquées en Indonésie, puis en Chine, mais la qualité des modèles d'entrée de gamme n'est en rien comparable aux modèles des débuts, Fender se contentant de faire fabriquer à un coût dérisoire des copies conformes, par leur apparences uniquement, aux modèles Fender.
La marque produit en majeure partie des guitares électriques ayant la même forme et partiellement les mêmes caractéristiques que les guitares Fender comme la Stratocaster, la Telecaster, la Precision Bass dans des ateliers locaux, avec des procédures validées par Fender, à des prix moindres. Les matériaux utilisés pour la production sont cependant de qualité inférieure sur les composants électroniques, qui ne sont généralement pas les mêmes, ou ne correspondent pas aux normes de qualité Fender. Le montage se fait en grandes séries, principalement en Indonésie ou en Chine, et plus récemment en Inde, où l'on notera l'apparition d'une Stratocaster Vintage Modified en cèdre d'Inde (Indian Red Cedar). 
Squier diversifie sa gamme et plusieurs niveaux de qualité sont à observer, allant de l'entrée de gamme :
- bullet
- affinity
- sonic

fabriquée en Indonésie et désormais en Chine pour les sonic.    

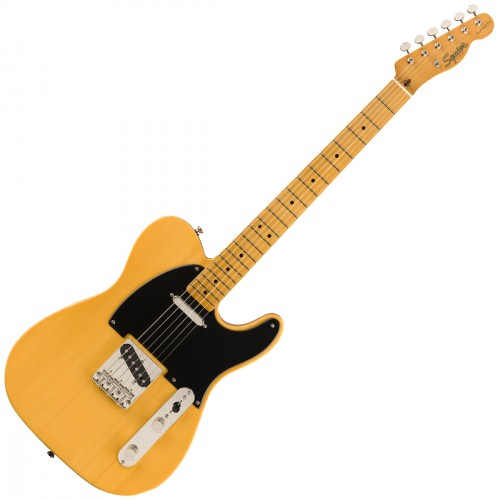
SQUIER CLASSIC VIBE '50S TELECASTER BUTTERSCOTCH BLONDE MN.

La série haut de gamme classic vibe (50's, 60's et 70's) ainsi que la série vintage modified fabriquée chine puis en Indonésie, également de très bonne facture. Le rapport qualité-prix des séries chinoises et indonésiennes avec les vintage modified et Classic Vibe s'est amélioré, au point d'avoir enfin à des prix abordables, des instruments de grande qualité, bien réglés et aux finitions irréprochables, qui soutiennent la comparaison avec les Fender Mexique, il n'est pas rare de trouver des manches en érable flammé ou des corps en deux parties, étant rare dans ces gammes de prix.